# Tales of Dark
Tales of Dark – serbski zespół muzyczny wykonujący doom metal z wpływami gothic metalu. Powstał w 2001 roku w Nowym Sadzie.

## Dyskografia
- U Kori Tame (demo, 2003, wydanie własne)
- Fragile Monuments (2006, Solitude Productions)[3]
- Perdition Calls (2009, Solitude Productions)[4]